# سانتا ماريا دي لاس هوياس
سانتا ماريا دي لاس هوياس هي بلدية تقع في مقاطعة سوريا، في منطقة قشتالة وليون، في إسبانيا. يبلغ عدد سكانها 106 نسمة وذلك حسب (المعهد الوطني للإحصاء) سنة 2017، وتبلغ مساحتها 45,41 كم². تبعد المدينة مسافة 60 كم عن عاصمة المقاطعة، سريا، و 30 كم من وخشمة. معظم الأراضي في البلدية تحتلها غابات من أشجار الصنوبر التي تمتلئ بمجموعة متنوعة وواسعة من الفطر والقمح.